# 希维娅·波波维奇
希维娅·波波维奇（Silvija Popović，1986年3月13日—）是一名塞尔维亚女子排球运动员。她在2016年夏季奥林匹克运动会中，参加了女子排球比赛并获得银牌。